# Blutnacht von Wöhrden
Als Blutnacht von Wöhrden wurde von Nationalsozialisten ein blutiger Konflikt zwischen Kommunisten und SA-Männern am 7. März 1929 nach einer verbotenen SA-Versammlung im Dithmarscher Dorf Wöhrden bezeichnet. Der Zusammenstoß forderte drei Tote. Durch seine propagandistische Aufbereitung, vor allem durch die NSDAP, erlangte er überregionale Bekanntheit.

## Ablauf
Der hannoversche SA-Oberführer Karl Dincklage wollte zum Auftakt einer „Propagandawoche“ an der Westküste die Dithmarscher SA inspizieren. Nachdem es bereits in den Wochen vor der Veranstaltung mehrfach Auseinandersetzungen zwischen Kommunisten und Nationalsozialisten gegeben hatte, wurde die Versammlung der SA von Landrat Friedrich Pauly verboten. Die NSDAP ignorierte das Verbot und erklärte die Versammlung zur „geschlossenen Mitgliederversammlung“. Trotz des in den Zeitungen veröffentlichten Verbotes versammelten sich SA-Formationen aus ganz Dithmarschen in und vor zwei Gaststätten im Ort.
Die Auseinandersetzungen begannen im Anschluss an die verbotene Veranstaltung der SA im damals sozialistisch geprägten Dorf Wöhrden. Ungefähr 300 SA-Leute trafen auf die später eintreffenden ca. 100 kommunistischen Gegendemonstranten. Nach verbalen Auseinandersetzungen kam es schließlich zur Schlägerei mit Gummiknüppeln, Stahlstücken, Messern und Dolchen. Zwei Nationalsozialisten und ein Kommunist starben, sieben Beteiligte wurden schwer- und 23 weitere leichtverletzt im Krankenhaus behandelt.
Der KPD-Funktionär Christian Heuck, der schwer verletzt wurde, und andere Kommunisten wurden von der Polizei verhaftet und zunächst ins Heider Gerichtsgefängnis gebracht.
Als Folge wurden in der ganzen Provinz Schleswig-Holstein alle öffentlichen Umzüge verboten. Kurz darauf wurde das Verbot auch auf Hamburg ausgedehnt.
Bodo Uhse stellt die Ereignisse in Kapitel IX von Söldner und Soldat dar.

## Verurteilungen
1930 wurden dreizehn Kommunisten und nur ein SA-Mann vom Schwurgericht Altona in Meldorf angeklagt und verurteilt. Hauptangeklagter war Christian Heuck, der sechs Monate in Untersuchungshaft saß und zu einem Jahr und neun Monaten Haft verurteilt wurde. Die sozialdemokratische Presse kritisierte die „Einseitigkeit des Gerichts“.

## Propaganda
Neben der Berichterstattung in den überregionalen Medien versuchten KPD und vor allem die NS-Propaganda, den Vorfall propagandistisch auszuschlachten. Die Nationalsozialisten inszenierten die Begräbnisse zu Bekenntnisdemonstrationen politischen Märtyrertums mit mehreren tausend Teilnehmern. Adolf Hitler reiste nach Dithmarschen zur Beerdigung der Nationalsozialisten in St. Annen und Albersdorf. Im Vergleich zu den nationalsozialistischen Anstrengungen blieb die kommunistische Demonstration anlässlich der Beerdigung des Kommunisten Johannes Stürzebecher in Wöhrden bescheiden.
Die Bezeichnung der Ereignisse als „Blutnacht von Wöhrden“ stammt von einer Broschüre der NSDAP-Reichstagsfraktion, die noch im März 1929 in einer Auflage von 30.000 Exemplaren erschien und zu der Hitler das Vorwort schrieb.
Nach den Ereignissen verzeichnete die NSDAP in Dithmarschen eine Eintrittswelle. Bereits vier Jahre vor der „Machtergreifung“ in Deutschland wurde sie die dominierende politische Kraft in der Region. Straßenschlachten nahmen nach diesem Vorfall den Status der Normalität an.

## Museale Beachtung

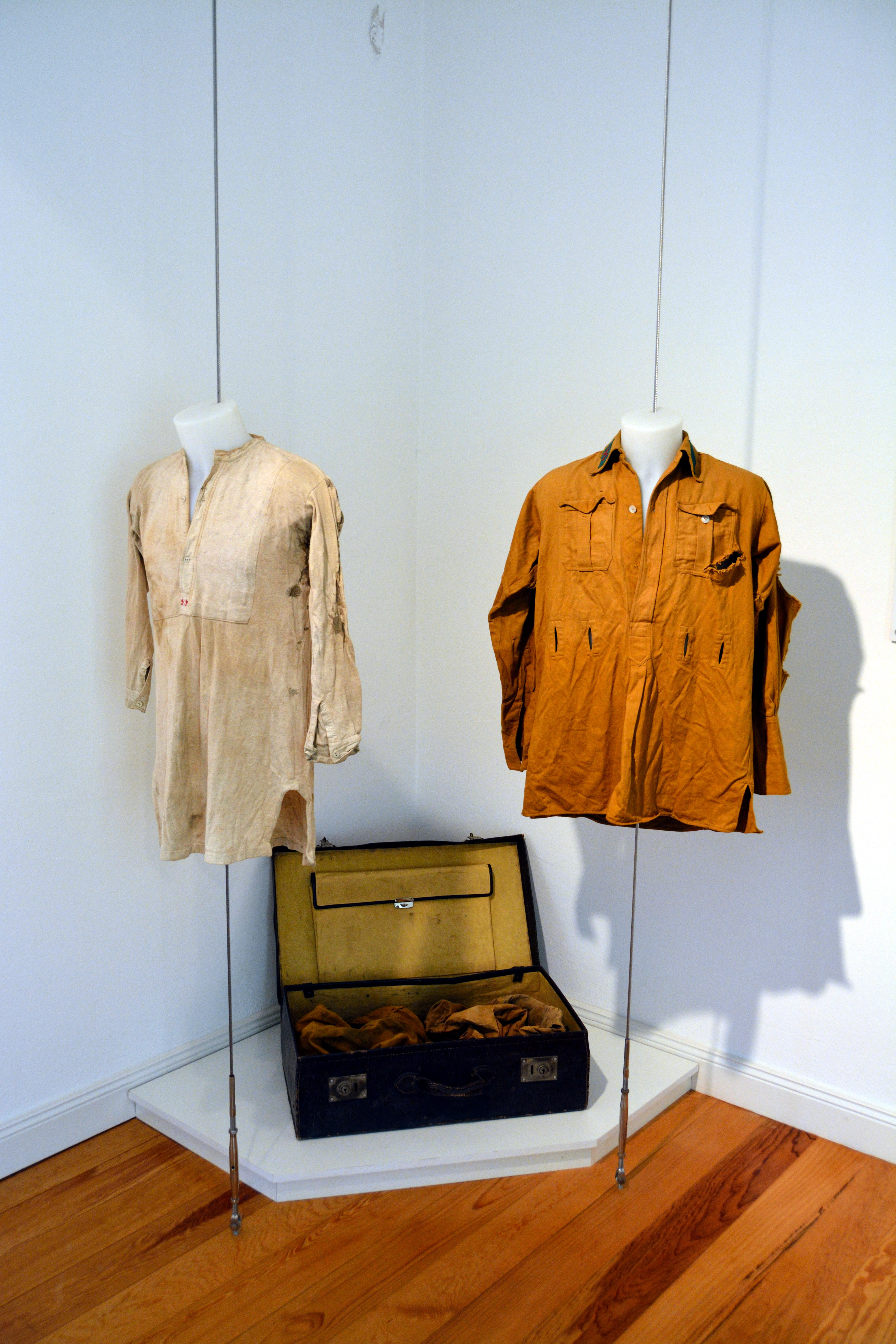
Die sogenannten „Bluthemden“

Im Dithmarscher Landesmuseum werden das Unterhemd und das Uniformhemd eines der getöteten Nazis gezeigt, die bis 1978 vom damaligen NSDAP-Kreisleiter des Kreises Süderdithmarschen, Martin Matthiessen, bewahrt wurden:

„‚Blutnacht von Wöhrden‘
Das Uniform- und das Unterhemd trug einer der getöteten SA-Männer. Von den Nationalsozialisten wurden sie fast wie Reliquien behandelt. Bei Kriegsende versteckte der damalige NSDAP-Kreisleiter von Süderdithmarschen die Hemden in einem Koffer auf seinem Dachboden. Koffer wie Hemden wurden dem Museum in den 1970er Jahren übergeben.“